# Lispacoenosia fulvitarsus
Lispacoenosia fulvitarsus är en tvåvingeart som beskrevs av John Otterbein Snyder 1949. Lispacoenosia fulvitarsus ingår i släktet Lispacoenosia och familjen husflugor. Inga underarter finns listade i Catalogue of Life.